# Amadou Haidara
Amadou Haidara (Bamako, 1998. január 31. –) mali válogatott labdarúgó, aki az RB Leipzig játékosa.

## Pályafutása

### Klubcsapatokban
Karrierjét a JMG Akadémia Bamako korosztályos csapataiban kezdte, majd 2016 júliusában az osztrák Red Bull Salzburg akadémiájához csatlakozott, amely közvetlen kapcsolatban van az Lieferinggel. 2016. augusztus 5-én góllal mutatkozott be a Liefering együttesében a LASK Linz elleni másodosztályú bajnoki mérkőzésen. Gideon Mensah cseréjeként lépett pályára és a 48. percben eredményes volt. A szezon során 25 bajnokin lépett pályára és ezeken 2 gólt szerzett, valamint kiosztott 5 gólpasszt társainak.
2017. április 5-én a Red Bull Salzburg csapatának tagjaként a kupában az SV Kapfenberg ellen góllal mutatkozott be. Négy nappal később a bajnokságban a Sturm Graz ellen a 92. percben Valon Berisha cseréjeként lépeet pályára és két perccel később sárga lapos figyelmeztetést kapott. Május 25-én első élvonalbeli gólját szerezte meg az Austria Wien csapata ellen. Július 19-én a máltai Hibernians elleni UEFA-bajnokok ligája selejtező mérkőzésen megszerezte első nemzetközi gólját felnőtt szinten. Augusztus 24-én az Európa-liga rájátszásában a román Viitorul Constanța ellen ismét eredményes volt. 18 mérkőzésen 4 gólt szerzett csapatában a nemzetközi kupákban, az elődöntőig meneteltek, ahol az Olympique de Marseille ellen maradtak alul. Ő maga gólt lőtt a francia csapatnak. A 2018–19-es szezon előtt meghosszabbította szerződését 2022. június 30-ig. 2018 novemberében keresztszalag szakadást szenvedett.
2018. december 22-én bejelentették, hogy aláírt a német RB Leipzig együtteséhez, amelyhez 2019. január 1-jén csatlakozik. 2023. június 30-ig írt alá és a 8-as mezszámot kapta meg. Március 16-án mutatkozott be új klubjában a Schalke csapata ellen 1–0-ra megnyert idegenbeli mérkőzésen, a 77. percben váltotta Kevin Kamplt. Március 30-án kezdőként végig a pályán volt a Hertha BSC elleni bajnoki mérkőzésen ami 5–0-ra végződőt és a 64. percben megszerezte első gólját a Lipcse színeiben.

### A válogatottban
Részt vett a 2015-ös U17-es labdarúgó-világbajnokságon, a döntőben Nigéria ellen kaptak ki 2–0-ra. A 2017-es U20-as Afrikai nemzetek kupáján is tagja volt a résztvevő keretnek. 2017. október 6-án mutatkozott be a felnőtt válogatottban az Elefántcsontpart elleni 2018-as labdarúgó-világbajnokság-selejtező mérkőzés 79. percében Yves Bissouma cseréjeként. Tagja volt a 2019-es és a 2021-es afrikai nemzetek kupáján részvevő keretnek.

## Statisztika

### Klub
2025. május 5-i állapot szerint.
| Klub              | Szezon           | Bajnokság | Bajnokság | Kupa  | Kupa  | Nemzetközi | Nemzetközi | Egyéb | Egyéb | Összesen | Összesen |
| Klub              | Szezon           | Mérk.     | Gólok     | Mérk. | Gólok | Mérk.      | Gólok      | Mérk. | Gólok | Mérk.    | Gólok    |
| ----------------- | ---------------- | --------- | --------- | ----- | ----- | ---------- | ---------- | ----- | ----- | -------- | -------- |
| Liefering         | 2016–17          | 25        | 2         | —     | —     | —          | —          | —     | —     | 25       | 2        |
| Liefering         | Összesen         | 25        | 2         | 0     | 0     | 0          | 0          | 0     | 0     | 25       | 2        |
| Red Bull Salzburg | 2016–17          | 5         | 1         | 2     | 1     | 0          | 0          | —     | —     | 7        | 2        |
| Red Bull Salzburg | 2017–18          | 31        | 3         | 6     | 1     | 18         | 4          | —     | —     | 55       | 8        |
| Red Bull Salzburg | 2018–19          | 12        | 2         | 2     | 0     | 7          | 1          | —     | —     | 21       | 3        |
| Red Bull Salzburg | Összesen         | 48        | 6         | 10    | 2     | 25         | 5          | 0     | 0     | 83       | 13       |
| RB Leipzig        | 2018–19          | 9         | 1         | 3     | 0     | 0          | 0          | —     | —     | 12       | 1        |
| RB Leipzig        | 2019–20          | 19        | 0         | 2     | 0     | 7          | 0          | —     | —     | 28       | 0        |
| RB Leipzig        | 2020–21          | 31        | 3         | 6     | 2     | 6          | 1          | —     | —     | 43       | 6        |
| RB Leipzig        | 2021–22          | 20        | 3         | 2     | 1     | 6          | 0          | —     | —     | 28       | 4        |
| RB Leipzig        | 2022–23          | 31        | 2         | 5     | 0     | 7          | 0          | 1     | 0     | 44       | 2        |
| RB Leipzig        | 2023–24          | 21        | 2         | 1     | 0     | 5          | 0          | —     | —     | 27       | 2        |
| RB Leipzig        | 2024–25          | 28        | 0         | 4     | 0     | 8          | 0          | —     | —     | 40       | 0        |
| RB Leipzig        | Összesen         | 159       | 11        | 23    | 3     | 39         | 1          | 1     | 0     | 222      | 15       |
| Karrier összesen  | Karrier összesen | 232       | 19        | 33    | 5     | 64         | 6          | 1     | 0     | 330      | 30       |

### Válogatott
2024. október 15-i állapot szerint.
| Válogatott | Szezon   | Mérkőzés | Gól |
| ---------- | -------- | -------- | --- |
| Mali       | 2017     | 2        | 0   |
| Mali       | 2018     | 4        | 0   |
| Mali       | 2019     | 9        | 1   |
| Mali       | 2020     | 2        | 1   |
| Mali       | 2021     | 7        | 0   |
| Mali       | 2022     | 9        | 0   |
| Mali       | 2023     | 3        | 0   |
| Mali       | 2024     | 10       | 0   |
| Összesen   | Összesen | 46       | 2   |

## Sikerei, díjai

### Klub
- Red Bull Salzburg
  - Osztrák Bundesliga: 2016–17, 2017–18
  - Osztrák kupa: 2016–17
  - UEFA Ifjúsági Liga: 2016–17

- RB Leipzig
  - DFB-Pokal: 2021–22, 2022–23
  - DFL-szuperkupa: 2023

### Válogatott
- Mali U17
  - U17-es labdarúgó-világbajnokság döntős: 2015